# Désiré-Alexandre Batton
Désiré-Alexandre Batton est un compositeur français né à Paris le 2 janvier 1798 et mort à Versailles le 15 octobre 1855.

## Biographie
Désiré-Alexandre Batton naît le 2 janvier 1798 à Paris, où son père est fabricant de fleurs artificielles,.
À partir de 1806, il étudie au Conservatoire de Paris, en classe de solfège, piano, puis harmonie, avant de devenir élève en composition de Luigi Cherubini,.
Au concours du Prix de Rome, il remporte en 1816 le second grand prix avec sa cantate La mort du Tasse, sur des paroles d'Étienne de Jouy, puis en 1817 le premier grand prix, avec La Mort d'Adonis, sur un texte de Jean-Antoine Vinaty,.
Avant son départ à Rome, Batton fait représenter au théâtre Feydeau un opéra-comique, La fenêtre secrète, le 17 novembre 1818, qui connaît un succès d'estime,.
Entre 1818 et 1822, il est pensionnaire de l'Académie de France à Rome. Sur place, il compose de la musique religieuse, un oratorio, des pièces de musique instrumentale. Il voyage en Italie et en Allemagne, où il compose plusieurs œuvres orchestrales pour la société des concerts de Munich, notamment une symphonie,.
De retour en France, il écrit plusieurs ouvrages lyriques mais qui ne connaissent pas le succès. Désiré-Alexandre Batton délaisse alors la composition et se consacre à l'enseignement,.
En 1829, il épouse Joséphine Laforest. Il s'établit temporairement dans le commerce de fleurs artificielles, vers 1835, en maintenant l'entreprise paternelle.
En 1846, il est nommé chevalier de la Légion d'honneur,.
En 1849, Batton devient professeur de la classe d'ensemble vocal au Conservatoire de Paris, et, en 1851, inspecteur des écoles de musique succursales du Conservatoire,.
Malade, il meurt à son domicile versaillais le 15 octobre 1855,. Il est inhumé au cimetière de Montmartre (19e division) trois jours plus tard.

## Œuvres
Parmi les œuvres de Désiré-Alexandre Batton, figurent :
- La fenêtre secrète, ou Une soirée à Madrid, opéra-comique en trois actes, livret de Joseph Desessarts d'Ambreville, théâtre Feydeau, créé le 17 novembre 1818[15] ;
- Velléda, en un acte, d'après Les martyrs de Chateaubriand, 1820, non représenté ;
- Éthelvina, ou L’exilé, opéra-héroïque en trois actes, livret de Paul de Kock et Mme Lemaignan, théâtre Feydeau, créé le 31 mars 1827[16] ;
- Le prisonnier d’état, opéra-comique en un acte, livret de Mélesville (Anne-Honoré-Joseph Duveyrier), théâtre Feydeau, créé le 6 février 1828[17] ;
- Le camp du drap d’or, en collaboration avec Victor Rifaut et Aimé Leborne, opéra-comique en trois actes, livret de Paul de Kock et Noël Lefebvre, théâtre Feydeau, créé le 23 février 1828[18] ;
- La marquise de Brinvilliers, en collaboration avec Auber, Berton, Blangini, Boieldieu, Carafa, Cherubini, Hérold et Paër, drame lyrique en trois actes, livret d'Eugène Scribe et Castil-Blaze, salle Ventadour, créé le 31 octobre 1831[19] ;
- Le remplaçant, opéra-comique en trois actes, livret de Scribe et Jean-François Bayard, théâtre des Nouveautés, créé le 11 août 1837[20].

## Distinctions
- Chevalier de la Légion d'honneur en 1846[21].